# Прихидько, Николай Яковлевич
Николай Яковлевич Прихидько (19 декабря 1899, ст. Кисляковская, Кубанская область, Российская империя — 19 декабря 1957, Москва, СССР) — советский военачальник, генерал-лейтенант (05.05.1945).

## Биография
Родился 19 декабря 1899 года в станице Кисляковская, ныне в Кущёвском районе Краснодарского края.
20 августа 1920 года был призван в РККА. Участник Гражданской войны. В 1925—1926 годах  участвовал в борьбе с басмачами в Средней Азии. Затем окончил Военную академию химической защиты в Москве и продолжил службу командно-штабных должностях.
С началом Великой Отечественной войны полковник Прихидько занимал должность начальника штаба обороны города Харьков. В октябре 1941 года в боях за Харьков личным руководством частями, исполняя приказы командующего 38-й армии, показал образец умения руководить вверенными ему войсками. Личным участием, фактически руководя 216-й стрелковой дивизией, на подступах к Харькову способствовал нанесению противнику большого урона, своевременно без потерь обеспечивал выход частей обороны из Харькова. За что был награждён орденом Красной Звезды. В ноябре 1941 года назначен начальником оперативного отдела штаба 38-й армии. Зимой — весной 1942 года армия вела оборонительные бои и предпринимала наступление (Вторая битва за Харьков) с ограниченными целями в районах городов Волчанск (Харьковская область) и Балаклея. В июле 1942 года армия вела боевые действия в составе Сталинградского фронта. В ходе этих боев полковник Прихидько был назначен заместителем начальника оперативного отдела штаба Сталинградского фронта, а позже за боевые отличия в обороне Сталинграда был награждён орденом Красного Знамени.
С 8 ноября 1942 года — начальник штаба 57-й армии. С 20 ноября армия в составе ударной группировки Сталинградского, а с 1 января 1943 года Донского фронта в ходе операции «Уран» принимала участие в окружении и разгроме войск противника под Сталинградом.
С 31 января 1943 года — начальник штаба 68-й армии. С марта 1943 года в составе Северо-Западного фронта, участвует в наступлении в междуречье рек Ловать и Редья (Новгородская область), а затем до мая в обороне рубежа на реке Редья. С июня 1943 года в составе Западного фронта принимает участие в Смоленской стратегической операции. В ходе операции 68-я армия нанесла поражение войскам левого крыла немецкой группы армий «Центр», с боями освободила многие населённые пункты Смоленской области, включая Смоленск и вошла на территорию Белоруссии. Член ВКП(б) с 1943 года.
С ноября 1943 года, генерал-майор Прихидько — начальник штаба 5-й армии. В составе 3-го Белорусского фронта участвует в Оршанской, Витебской, Белорусской, Гумбиннен-Гольдапской и Восточно-Прусской наступательных операциях. Только за период боёв в Восточной Пруссии 5-я армия разгромила до 10 дивизий противника. Боевые действия армии в Восточной Пруссии по праву считаются выдающимся образцом советского военного искусства, являются одной из славных страниц истории Великой Отечественной войны. На заключительном этапе военных действий принимает участие в ликвидации Земландской группировки вражеских войск. За успешное планирование и осуществление боевых операций Прихидько был награжден полководческими орденами Суворова и Кутузова.
В апреле 1945 года 5-я армия выведена в резерв Ставки ВГК, а затем переброшена на Дальний Восток в состав Приморской группы войск (с 5 августа 1945 — 1-й Дальневосточный фронт). Последним участием во Второй мировой войне был вклад в проведение Маньчжурской и Харбино-Гиринской наступательных операций. За успешное осуществление которых генерал-лейтенант Прихидько был награжден вторым орденом Кутузова I степени.
За время войны генерал Прихидько был шесть раз персонально упомянут в благодарственных в приказах Верховного Главнокомандующего.
После войны работал в высшей военной академии имени К. Е. Ворошилова и был одним из руководителей в области подготовки генералов и старших офицеров. Принимал участие в военно-научной работе, последняя должность — заместитель начальника кафедры стратегии.
19 декабря 1957 года погиб в автокатастрофе. Похоронен в Москве на Новодевичьем кладбище.

## Награды
- орден Ленина (06.11.1945)[6][7]
- четыре ордена Красного Знамени (05.11.1942[8], 04.02.1943[9], 03.11.1944[10][7], 15.11.1950[11][7])
- два ордена Кутузова I степени (02.01.1945[12], 08.09.1945[13])
- орден Суворова II степени (03.07.1944)[14]
- орден Красной Звезды (27.03.1942)[15]
- медали в том числе:
  - «XX лет Рабоче-Крестьянской Красной Армии» (1938)[9]
  - «За оборону Сталинграда» (1943)[9]
  - «За победу над Германией в Великой Отечественной войне 1941—1945 гг.» (1945)[9]
  - «За победу над Японией» (1945)[9]
  - «За взятие Кёнигсберга» (1945)[9]

Приказы (благодарности) Верховного Главнокомандующего в которых отмечен Н. Я. Прихидько.
- За овладение укрепленными городами Пилькаллен, Рагнит и сильными опорными пунктами обороны немцев Шилленен, Лазденен, Куссен, Науйенингкен, Ленгветен, Краупишкен, Бракупенен, а также захват с боями более 600 других населенных пунктов. 19 января 1945 года. № 231.
- За овладение в Восточной Пруссии городом Гумбиннен — важным узлом коммуникаций и сильным опорным пунктом обороны немцев на кенигсбергском направлении. 21 января 1945 года. № 238.
- За овладение штурмом в Восточной Пруссии городом Инстербург — важным узлом коммуникаций и мощным укрепленным районом обороны немцев на путях к Кенигсбергу. 22 января 1945 года. № 240.
- За овладение городами Хайльсберг и Фридланд — важными узлами коммуникаций и сильными опорными пунктами обороны немцев в центральных районах Восточной Пруссии. 31 января 1945 года. № 267.
- За завершение ликвидации окруженной восточно-прусской группы немецких войск юго-западнее Кенигсберга. 29 марта 1945 года. № 317.
- За форсирование реки Уссури, прорыв Хутоуского, Мишаньского, Пограничненского и Дуннинского укреплённых районов японцев, преодоление труднодоступной горно-таёжной местности, продвижение вперёд на 500 километров и овладение городами Мишань, Гирин, Яньцзи, Харбин. 23 августа 1945 года. № 372